# شهرستان ماقته‌آرال
شهرستان ماقته‌آرال (به قزاقی: Мақтаарал ауданы، ماقتاارال اۋدانى) یک شهرستان در قزاقستان است که در استان ترکستان واقع شده‌است.

## خصوصیات
ماکتارال ۲۹۶٬۲۶۹ نفر جمعیت دارد.